# Église Sainte-Agnès de Saint Paul
Pour les articles homonymes, voir Église Sainte-Agnès.
L'église Sainte-Agnès (Church of Saint Agnes) est une église catholique de Saint Paul aux États-Unis. Elle est inscrite au Registre national des lieux historiques.

## Historique
Cette église néobaroque a été construite par les émigrants d'Autriche-Hongrie et du sud de l'Empire allemand entre 1909 et 1912, l'église de l'Assomption devenant insuffisante dans la paroisse. Elle est consacrée le 9 juin 1912 par Mgr Trodec. La plupart des paroissiens sont alors employés au Great Northern Railway.
L'architecte, Georg Ries, s'inspire de l'abbatiale baroque de Schlägl, en Haute-Autriche, avec son clocher — qui mesure 205 pieds de hauteur — couronné d'un clocher à bulbe surmonté d'une flèche de cuivre vert. Sa façade est décorée d'un fronton baroque et ornée des statues de sainte Agnès et des apôtres Pierre et Paul. L'inscription « Porta Cœli » invite le visiteur à jouir d'une vision céleste. Elle peut accueillir 1 500 personnes.
Les quatre cloches sont issues pour les trois premières du début du XXe siècle d'une fonderie de Baltimore et la quatrième, bénite le jour de l'Assomption 1990, d'Aarle-Rixtel en Hollande.
La chapelle de Maria-Hilf (Sainte-Marie-Secours-des-Chrétiens) à gauche en entrant, est remarquable: le tableau d'autel, peint par Joseph Kastner, est une réplique de celui de l'église du même nom à Vienne. Les fresques de la coupole sont également intéressantes et représentent le Christ couronnant sainte Agnès en tant que vierge et martyre, entourée de saints et d'anges. C'est l'œuvre du père Richard Fale, juste avant sa mort. Les vitraux datant des années 1920-1930 sont issus des ateliers de Franz Mayer de Munich. Ceux du mur occidental représentent la vie de la Sainte Vierge, ceux du mur oriental, la vie du Christ. Le maître-autel de marbre, surmonté d'un baldaquin et datant de 1930, provient d'Italie.
L'église est réputée pour sa chorale et ses messes instrumentales dans la tradition viennoise. La messe dominicale de dix heures est solennellement célébrée en latin.

## Source
- (en) Cet article est partiellement ou en totalité issu de l’article de Wikipédia en anglais intitulé « Church of St. Agnes (Saint Paul, Minnesota) » (voir la liste des auteurs).